# Список картин Пітера Брейгеля Старшого

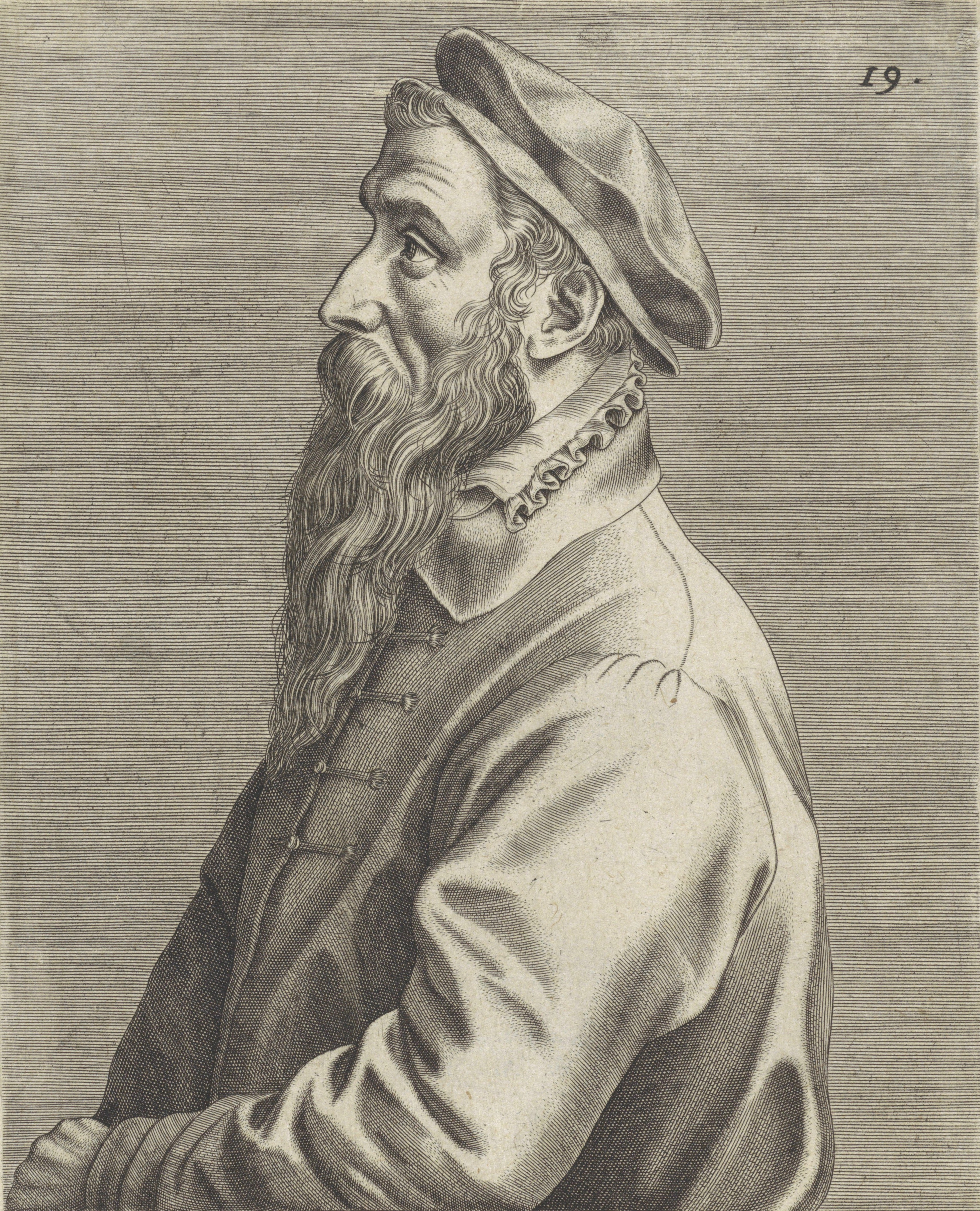
«Портрет Пітера Брейгеля Старшого» (1572)

Пітер Брейгель Старший — фламандський художник, який створював гравюри та картини, які згодом високо оцінили провідні митці, дослідники історії мистецтва та поціновувачі. Більшу частину свого життя виконував гравюри та згодом став визнаним майстром у цій справі. Брейгель Старший малював переважно жанрові картини та пейзажі. Його картини зберігаються в провідних музеях світу, а також у приватних колекціях. Малювати саме картини він розпочав в останнє десятиріччя перед смертю. Його творчість вважається «піком нідерландського мистецького Відродження», а його самого «вагомим представником північного Відродження Нідерландів».
Дослідженням його творчості, а також пошуком робіт та їх атрибуцією займалося багато вчених. Серед них можна виділити історика-мистецтвознавця Людвіга Мунца (нім. Ludwig Munz), який створив каталог робіт художника «Bruegel: The Drawings. Complete Edition» (1961) та дослідника Ґанса Мільке (нім. Hans Mielke), який з 1979 року присвятив низку книжок стосовно графіків та картин Брейгеля Старшого.
Художня спадщина Пітера Брейгеля Старшого є невеликою та налічує: 38 картин, що офіційно віднесені до його авторства та 4, де атрибуція викликає сумніви. Дослідження та підтвердження авторства його картин стало доступним завдяки роботі інституту історії мистецтв Нідерландів. Ця організація забезпечує всесвітній доступ до результатів дослідження та інформацію про нідерландське мистецтво в міжнародному контексті, як для музеїв, так і для академічної спільноти й громадськості.
Нижче наведений список містить відомості про картини, що мають безсумнівну та сумнівну атрибуцію, а також ті, які певний час приписувалися Брейгелю Старшому. Роботи розподілені в хронологічній послідовності.

### Безсумнівна атрибуція
| №  | Рік              | Опис | Розмір та матеріал                     | Місце перебування                                    | Зображення |                      |
| -- | ---------------- | --- | -------------------------------------- | ---------------------------------------------------- | ---------- | -------------------- |
| 1  | 1558             | Дванадцять прислів'їв (нід. Haec perhibent vitae gestu ridenda faceto / consilia et mores ingeniose notant)                                    | 74.5 × 98.4 см. Панель, олійні фарби   | Музей Маєра ван дер Берга, Антверпен                 |            | [ 9 ] [ 10 ]         |
| 2  | 1559             | Фламандські прислів'я (нід. De Vlaamse spreekwoorden)                                                                                          | 117.5 × 163.5 см. Панель, олійні фарби | Берлінська картинна галерея, Берлін                  |            | [ 11 ]               |
| 3  | 1559             | Бійка між Карнавалом і Постом (нід. De strijd tussen Carnaval en Vasten)                                                                       | 118 × 165.5 см. Панель, олійні фарби   | Музей історії мистецтв, Відень                       |            | [ 12 ] [ 13 ]        |
| 4  | 1560             | Дитячі ігри (нід. Kinderspelen) | 118 × 161 см. Панель, олійні фарби     | Музей історії мистецтв, Відень                       |            | [ 14 ] [ 15 ]        |
| 5  | 1562             | Самогубство Саула в битві з філістимлянами в Гільбоа (нід. De zelfmoord van Saul in de slag tegen de Filistijnen bij Gilboa (1 Samuel 31:4-6)) | 33.5 × 55 см. Панель, олійні фарби     | Музей історії мистецтв, Відень                       |            | [ 16 ] [ 17 ]        |
| 6  | 1562             | Дві мавпи з видом на Антверпен (нід. Twee apen met in de achtergrond een gezicht op Antwerpen)                                                 | 20 × 23 см. Панель, олійні фарби       | Берлінська картинна галерея, Берлін                  |            | [ 18 ] [ 19 ]        |
| 7  | 1562             | Архангел Михаїл вбиває апокаліптичного дракона (нід. De aartsengel Michaël doodt de apocalyptische draak (Openbaring van Johannes 12:7-9))     | 117 × 162 см. Панель, олійні фарби     | Королівські музеї витончених мистецтв, Брюссель      |            | [ 20 ] [ 21 ]        |
| 8  | 1562 (1561—1563) | Тріумф смерті (нід. De triomf van de Dood) | 117 × 162 см. Панель, олійні фарби     | Національний музей Прадо, Мадрид                     |            | [ 22 ] [ 23 ]        |
| 9  | 1562 (1562—1564) | Божевільна Грета (нід. Dulle Griet) | 117.4 × 162 см. Панель, олійні фарби   | Музей Маєра ван дер Берга, Антверпен                 |            | [ 24 ] [ 25 ]        |
| 10 | 1563             | Поклоніння волхвів у снігові (нід. De aanbidding van de Wijzen in de sneeuw)                                                                   | 32 × 55 см. Панель, олійні фарби       | Ам Ремергольц, Вінтертур                             |            | [ 26 ]               |
| 11 | 1563             | Зведення Вавилонської вежі (нід. De bouw van de toren van Babel (Genesis 11:3-5))                                                              | 114 × 155 см. Панель, олійні фарби     | Музей історії мистецтв, Відень                       |            | [ 27 ] [ 28 ]        |
| 12 | 1563             | Втеча до Єгипту (нід. De vlucht naar Egypte (Mattheus 2:13-15))                                                                                | 37.1 × 55.6 см. Панель, олійні фарби   | Інститут мистецтва Курто, Лондон                     |            | [ 29 ] [ 30 ]        |
| 13 | 1564             | Несення хреста (нід. De kruisdraging) | 124 × 170 см. Панель, олійні фарби     | Музей історії мистецтв, Відень                       |            | [ 31 ] [ 32 ]        |
| 14 | 1564             | Поклоніння волхвів (нід. De aanbidding van de Wijzen)                                                                                          | 111 × 83.5 см. Панель, олійні фарби    | Лондонська Національна галерея, Лондон               |            | [ 33 ] [ 34 ]        |
| 15 | 1564 (1560—1569) | Успіння Богородиці (нід. De dood van Maria) | 36 × 55 см. Панель, олійні фарби       | Аптон-Хаус, графство Ворикшир                        |            | [ 35 ] [ 36 ] [ 37 ] |
| 16 | 1565             | Зимовий пейзаж з пасткою для птахів (нід. Winterlandschap met vogelknip)                                                                       | 37 × 55.5 см. Панель, олійні фарби     | Королівські музеї витончених мистецтв, Брюссель      |            | [ 38 ] [ 39 ]        |
| 17 | 1565             | Христос та жінка, викрита в перелюбі (нід. Christus en de overspelige vrouw)                                                                   | 24.1 × 34.2 см. Панель, олійні фарби   | Інститут мистецтва Курто, Лондон                     |            | [ 40 ] [ 41 ]        |
| 18 | 1565             | Похмурий день (нід. De sombere dag (februari/maart))                                                                                           | 118 × 163 см. Панель, олійні фарби     | Музей історії мистецтв, Відень                       |            | [ 42 ] [ 43 ]        |
| 19 | 1565             | Заготівля сіна (нід. De hooioogst (juni/juli))                                                                                                 | 114 × 158 см. Панель, олійні фарби     | Лобковицький палац, Прага                            |            | [ 44 ] [ 45 ]        |
| 20 | 1565             | Врожай кукурудзи (нід. De korenoogst (augustus/september))                                                                                     | 119 × 162 см. Панель, олійні фарби     | Музей Метрополітен, Нью-Йорк                         |            | [ 46 ] [ 47 ] [ 48 ] |
| 21 | 1565             | Відгін худоби (нід. Het terugdrijven van het vee (oktober/november))                                                                           | 117 × 159 см. Панель, олійні фарби     | Музей історії мистецтв, Відень                       |            | [ 49 ] [ 50 ]        |
| 22 | 1565             | Мисливці на снігу (нід. Jagers in de sneeuw)                                                                                                   | 117 × 162 см. Панель, олійні фарби     | Музей історії мистецтв, Відень                       |            | [ 51 ] [ 52 ]        |
| 23 | 1566             | Фермери що танцюють на весіллі просто неба (нід. Dansende boeren op een bruiloftsfeest in de open lucht)                                       | 119.4 × 157.5 см. Панель, олійні фарби | Детройтський інститут мистецтв, Детройт              |            | [ 53 ] [ 54 ]        |
| 24 | 1566             | Проповідь Івана Хрестителя(нід. De prediking van Johannes de Doper)                                                                            | 95 × 160.5 см. Панель, олійні фарби    | Музей образотворчих мистецтв, Будапешт               |            | [ 55 ] [ 56 ]        |
| 25 | 1566             | Перепис у Вифлеємі (нід. De volkstelling te Bethlehem)                                                                                         | 155.3 × 164.5 см. Панель, олійні фарби | Королівські музеї витончених мистецтв, Брюссель      |            | [ 57 ] [ 58 ]        |
| 26 | 1566 (1551—1561) | Побиття немовлят у Вифлеємі (нід. De kindermoord te Bethlehem)                                                                                 | 109.2 × 156.7 см. Панель, олійні фарби | Королівська колекція, Гемптон-корт, Ричмонд-на-Темзі |            | [ 59 ] [ 60 ]        |
| 27 | 1567             | Навернення Павла на шляху до Дамаска (нід. De bekering van Paulus op weg naar Damascus)                                                        | 108 × 156 см. Панель, олійні фарби     | Музей історії мистецтв, Відень                       |            | [ 61 ] [ 62 ]        |
| 28 | 1567             | Шлараффенланд (нід. Luilekkerland) | 52 × 78 см. Панель, олійні фарби       | Стара пінакотека, Мюнхен                             |            | [ 63 ] [ 64 ]        |
| 29 | 1567 (1562—1572) | Весілля (нід. Het bruiloftsfeest) | 114 × 164 см. Панель, олійні фарби     | Музей історії мистецтв, Відень                       |            | [ 65 ] [ 66 ]        |
| 30 | 1567 (1562—1572) | Сільський ярмарок (нід. De dorpskermis) | 114 × 164 см. Панель, олійні фарби     | Музей історії мистецтв, Відень                       |            | [ 67 ] [ 68 ]        |
| 31 | 1568             | Каліки (нід. Kreupelen) | 18.5 × 21.5 см. Панель, олійні фарби   | Лувр, Париж                                          |            | [ 69 ] [ 70 ]        |
| 32 | 1568             | Фермер і розорювач пташиних гнізд (нід. Een boer en een vogelnestdief)                                                                         | 59.3 × 68.3 см. Панель, олійні фарби   | Музей історії мистецтв, Відень                       |            | [ 71 ] [ 72 ]        |
| 33 | 1568             | Три солдати (нід. Drie soldaten) | 20.3 × 17.8 см. Панель, олійні фарби   | Колекція Фріка, Нью-Йорк                             |            | [ 73 ] [ 74 ]        |
| 34 | 1568             | Пейзаж з фермерами, що танцюють і сорокою на шибениці (нід. Landschap met dansende boeren en een ekster op een galg)                           | 45.9 × 50.8 см. Панель, олійні фарби   | Гессенський державний музей Дармштадту, Дармштадт    |            | [ 75 ]               |
| 35 | 1568             | Віроломність світу (нід. De trouweloosheid van de wereld)                                                                                      | 86 × 85 см. Полотно, олійні фарби      | Музей Каподімонте, Неаполь                           |            | [ 76 ] [ 77 ]        |
| 36 | 1568             | Притча про сліпих (нід. De parabel van de blinden)                                                                                             | 86 × 156 см. Полотно, олійні фарби     | Музей Каподімонте, Неаполь                           |            | [ 78 ] [ 79 ]        |
| 37 | 1568 (1562—1572) | Зведення Вавилонської вежі (нід. De bouw van de toren van Babel (Genesis 11:3-5))                                                              | 59.9 × 74.6 см. Панель, олійні фарби   | Музей Бойманса — ван Бенінгена, Роттердам            |            | [ 80 ] [ 81 ]        |
| 38 | 1568 (1563—1573) | Голова фермерки (нід. Hoofd van een boerin) | 22 × 18 см. Панель, олійні фарби       | Стара пінакотека, Мюнхен                             |            | [ 82 ] [ 83 ]        |

### Сумнівна атрибуція
| № | Рік              | Опис | Розмір та матеріал                    | Місце перебування                    | Зображення |                             |
| - | ---------------- | --- | ------------------------------------- | ------------------------------------ | ---------- | --------------------------- |
| 1 | 1550 (1550—1559) | Вид на Неаполітанську затоку (нід. Gezicht op de baai van Napels) Картина належить роботі Брейгеля Старшого або послідовників його стилю. | 42.2 × 71.2 см. Панель, олійні фарби  | Галерея Доріа-Памфілі, Рим           |            | [ 84 ] [ 85 ]               |
| 2 | 1557             | П'яного чоловіка заганяють до свинарника (нід. Dronken man wordt in de varkensstal geduwd) Картина відноситься до ймовірного авторства Пітера Брейгеля Старшого, оскільки за стилем, технікою, темою та способом виконання схожа на пізніше створену роботу — Дванадцять прислів'їв. | 20 × 20 см. Панель, олійні фарби      | приватна колекція                    |            | [ 86 ] [ 87 ]               |
| 3 | 1557             | Пейзаж із притчею про сіяча (нід. Dronken man wordt in de varkensstal geduwd) Через більшість реставрацій повноцінне дослідження картини ускладнене, але ймовірне авторство приписується Пітеру Брейгелю Старшому. | 73.7 × 102.9 см. Панель, олійні фарби | Художній музей Тімкен, Сан-Дієго     |            | [ 88 ] [ 89 ]               |
| 4 | 1557 (1555—1559) | Христос виганяє торговців з храму (нід. Christus jaagt de geldwisselaars uit de tempel) Інститут історії мистецтва Нідерландів вважає дану картину беззаперечною роботою Брейгеля Старшого, однак працівники державного музею мистецтв у Копенгагені, музею мистецтв Кардіоргу, музеїв Глазго та деяких інших організацій у 2010 році поставили атрибуцію під сумнів. За їхнім переконанням картина належить або Брейгелю Старшому або Ієроніму Босху. | 102 × 155.5 см. Панель, олійні фарби  | Державний музей мистецтв, Копенгаген |            | [ 90 ] [ 91 ] [ 92 ] [ 93 ] |

### Атрибуція не підтвердилася
| № | Рік        | Опис | Розмір та матеріал                    | Місце перебування                | Зображення |               |
| - | ---------- | --- | ------------------------------------- | -------------------------------- | ---------- | ------------- |
| 1 | 1575 —1624 | Весілля з фермерами, що танцюють (нід. Bruiloft met dansende boeren) Картина приписувалася роботі Брейгеля Старшого, але після більш детального дослідження приписується послідовникам його стилю.                                                                 | 75.5 × 106.5 см. Панель, олійні фарби | Галерея Йонкґере, Париж/Брюссель |            | [ 94 ]        |
| 2 | 1550—1599  | Падіння Ікара (нід. De val van Icarus) Інститут історії мистецтва Нідерландів, а також музей ван Бюрен не вважають дану картину беззаперечною роботою Брейгеля. Дендрохронологічний аналіз дубової панелі виявив, що картина була створена після смерті художника. | 63 × 90 см. Панель, олійні фарби      | Музей ван Бюрен, Брюссель        |            | [ 95 ] [ 96 ] |